# 영월 선돌
영월 선돌(寧越 立石)은 대한민국 강원특별자치도 영월군 영월읍 방절리에 있는 조선 누층군 와곡층으로 구성된 바위이다. 2011년 6월 10일 대한민국의 명승 제76호로 지정되었다.

## 개요
선돌은 영월 방절리 서강가의 절벽에 위치하며 마치 큰 칼로 절벽을 쪼갠 듯한 형상을 이룬 곳으로 높이 약 70 m 정도의 입석으로 신선암(神仙岩)이라고도 불리며, 푸른 강물과 층암절벽이 어우러져 아름다운 경관을 보여주는 곳이다. 영월 방절리 서강가의 절벽에 위치하며 마치 큰 칼로 절벽을 쪼갠 듯한 형상을 이룬 곳으로 높이 약 70 m 정도의 입석이다. 해당 지역은 조선 누층군 영월층군 흥월리층 (와곡층)이 분포하는 곳이며 인근에 마차리 스러스트 단층이 지난다. 이처럼 거대한 바위가 수직으로 쪼개지는 것은 석회암의 특징이다. 석회암은 퇴적암으로 층을 이루면서 퇴적되는 특징을 가지고 있는데, 선돌은 그 석회암 지층이 지각 변동에 의해 수평에서 거의 수직으로 세워지는 과정에서 벌어졌거나, 지층이 수직으로 세워진 후 오랜 세월 차별 침식을 받아 두 지층 사이의 암석이 풍화되었기 때문에 형성된 것으로 추측된다.
단종이 영월 청령포(명승 제50호)로 가는 길에 선돌이 보이는 곳에서 잠시 쉬어 가며, 우뚝 서 있는 것이 마치 신선처럼 보였다고 하여 ‘선돌’이 되었다고 하는 전설 등이 담겨있는 명승지이다.

## 같이 보기
- 영월군의 지질
- 조선 누층군 흥월리층
- 영월인편상구조대
- 영월 청령포 - 명승 제50호

## 참고 자료
- 영월 선돌 - 국가유산청 국가유산포털